# Амерички пит бул теријер
Амерички пит бул теријер (АПБТ) је потомак оригиналног енглеског булдога и енглеског теријера. Циљ узгоја је био рад-перформанс.

## Основно
- Мужјак
  - Висина од 45 до 53 cm
  - Тежина од 11 до 29
- Женка
  - Висина од 43 до 50 cm
  - Тежина од 13 до 27

## Историја
У Енглеској, крајем 18. и почетком 19. века борбе паса са биковима су биле изузетно популарне па су гајени пси који би се што боље истакли у истом. Исти тип паса се такође користио у лову и од стране месара не би ли оборили немирну, дивљу стоку. Ови пси су се звали bulldogs (енгл. bull - бик, енгл. dogs - пси). Историјски, реч „булдог” није означавао расу паса по себи, већ је примењен на потомке древних типова мастиф, паса који су се истицали у булбаитингу (bull=бик, baiting=мамити). Булдози у стара времена су били нешто сасвим другачије од данашњих слатких кловнова које знамо као булдоге. Стари радни булдози су били ближи фенотипу пит була данас, нo модерном булдогу. Употреба речи булдог се примењује на пит булове дан данас међу љубитељима и одгајивачима истих.
Када су у Енглеској борбе бикова забрањене ( 1835. године ), спорт усклађивања два пса, једног против другог, употпунио је празнину.
Једна тачка раздора о историји АПБТ је да ли су ови пит (енгл. pit - јама) борбени пси у суштини нова врста паса специјално креирана за овај популаран хоби. Неки аутори, посебно Ричард Стратон претпостављају да је АПБТ у суштини иста раса паса као ренесанси пси, мешани са булдозима, и нарочито теријерима, који су се користили за борбу са биковима. Неки верују да су то скроз други пси, и да они који су се користили за борбу са биковима су били у томе добри, али не и један на један (за пит борбу), али су добро документовани.

## Карактеристике пса

### Нарав
Иако је АПБТ историјски гајен за борбу са биковима (па и у хватању пацова у тзв. јамама), касније, и са другим псима, добро васпитани пит бул има стабилан темперамент, супротно популарном веровању, није агресиван према људима. Али се дешава да су агресивни према другим псима, обично онима који им могу представљати претњу, а то су углавном далеко већи пси од њих самих, такође агресивни.
Данас многи људи укрвљују (паре родбински) пит булове не би ли добили псе који личе психофизички у већем проценту на циљаног пса (претка), али прекомерно укрвљавање (инцест) доводи до паса који су понекад физички уназађени (лоша или погрешна укрвљавања), а понекад агресивни према људима (такви пси су се углавном одстрањивали). Дакле, заједно са својом одлучношћу и снагом, АПБТ није пас за било кога, јер изискује тренинг и социјализацију од малих шапа.
Иако неки питови могу бити сумњичави према странцима, као и већина паса, и да ће заштитити своје вољене ако је неопходно, генерално се не истичу као пси чувари. Ако је ваш главни разлог за узимање овог пса за заштиту, одбрану или напад, можда је боље да набавите ротвајлера, добермана или немачког овчара.

### Изглед
Постоји неколико врста паса које називају пит бул. Примарно, постоје амерички пит бул теријер, амерички стафордски теријер (АСТ), амерички були (у новије време) и стафордски бул теријер. Ова три пса (изузев америчког булија) деле исто порекло али каснији узгој наглашава различите критеријуме. Неки људи их сматрају тотално различитим врстама, неки не, али то је субјективна ствар обзиром да имају потпуно исте претке пре настанка неких критеријума. Код АПБТ-а не постоји стриктно одређен критеријум за изглед, доста варирају изгледом и величином јер код њих су само битни срчаност, агилност, снага, карактер. АПБТ може бити било које, сем мерле или сиве боје (са сивом печурком). Постоји такође и АДБА удружење које организује и изложбе ових пасмина, а критеријуми су донекле одређени.
Од 1900. до 1975. је вероватно постепено повећање у просечној тежини АПБТ-а током година, али данас је модерно, поготово у Америци што веће-то боље, па их паре тако да добију што веће примерке. Данас постоје и пси које неупућени називају xl, xxl или xxxl пит буловима, а који су у ствари амерички були, скроз засебна раса паса. Такође постоје и АКЦ ''питови''
АПБТ није ФЦИ признат, али постоје организације и удружења која их признају као расу. Сваки регистар има одређење критеријуме за изглед или карактеристике америчког пит бул теријера. Пример илустрованог А.Д.Б.А. стандарда

## Нега и здравље
Ову расу треба свакодневно шетати, барем сат времена, играти се, или вежбати. Треба рано почети са дресуром и социјализацијом. Не треба их остављати напољу предуго јер не подносе зиму најбоље (а ни тренинг по највећем сунцу обзиром да су срчани, прећи ће због власника границу нормале и могу добити чак инфаркт). Длака не захтева посебну негу, а лако је одржавати повременим купањем. Повремено четкање тврдом четком ће одржавати сјај длаке.
Амерички пит бул теријери су генерално здрава пасмина, али као и све остале расе, склони су неким здравственим стањима. Неће сваки АПБТ патити од ових болести, али потребно их је узети у обзир. Најчешће болести су дисплазија кука, алергије, хипотиреодизам, срчани проблеми.Даље, срчани црв, бабезија, лајмска болест, стафилококе, стрептококе, итд (о чему треба обратити посебну пажњу, обзиром да не показују симптоме као друге пасмине, већ кад је болест узнапредовала).